# Lucas Nogueira (bodyboard)
Pour les articles homonymes, voir Lucas Nogueira.
Lucas Nogueira est un bodyboardeur brésilien. Il participe à l'IBA World Tour 2011.